# Johnny Williams
John Stanley James "Johnny" Williams (16 augustus 1935 – 24 november 2011) was een Engels voetballer die als middenvelder speelde. Williams speelde 481 wedstrijden voor Plymouth Argyle en Bristol Rovers. 